# Ochyrocera atlachnacha
Ochyrocera atlachnacha — вид аранеоморфних павуків родини Ochyroceratidae. Описаний у 2018 році.

## Назва
Вид названо на честь Атлач-Нача, павукоподібного бога з людським обличчям з всесвіту Говарда Лавкрафта. Атлач-Нача живе в гірській печері і плете сітку, яка з'єднує наш світ з Країною Снів.

## Поширення
Ендемік Бразилії. Виявлений у заповіднику Національний ліс Каражас у штаті Пара.

## Опис
Чоловічий голотип завдовжки 2,2 мм, а жіночий паратип — 2,0 мм.